# 京鄉新聞
《京鄉新聞》（韓語：경향신문），是韓國的大型報紙之一。由天主教漢城總教區、張勉等創刊于1946年10月6日；現時由報社員工自行管理。總部位于首爾特別市中區。現日發行量約293,647份。“京乡新闻”这一名称的字面意思是“致全城与全球的每日新闻”。

## 外部連結
- 《京鄉新聞》 （页面存档备份，存于）